# 眼镜蛇反炮兵雷达

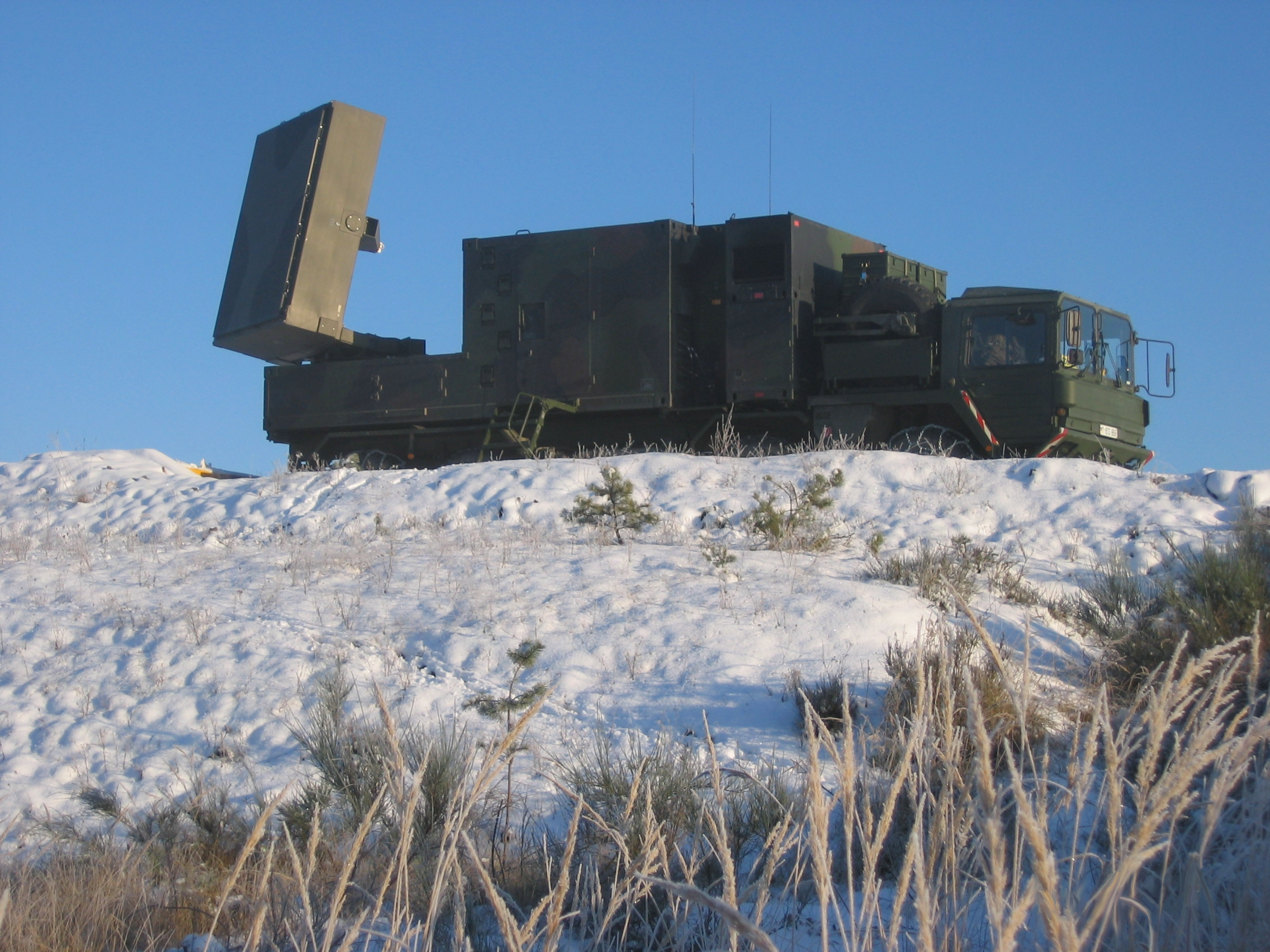
德國聯邦國防軍的一個眼镜蛇反炮兵雷达

眼镜蛇反炮兵雷达（ COunter Battery RADar，簡稱COBRA）是泰雷兹集团 、空中巴士國防航天和洛克希德·马丁聯合为法國軍隊、英國軍隊和德國聯邦國防軍开发的迫击炮定位雷达系统。 眼镜蛇反炮兵雷达能够在距離敵方火炮很遠的地方就能定位敌方火炮的位置。 2001年至2005年期间，三家公司共交付了29台眼镜蛇反炮兵雷达（法国：10 台，德国：12 台，英国：7 台）。

## 使用國

蓝色的國家為眼镜蛇反炮兵雷达的使用國

- 法國[4]
- 德国[4]
- 土耳其[4]
- 乌克兰[5][6]
- 英国[4]
- 约旦